# Gerd Seifert (Musiker)

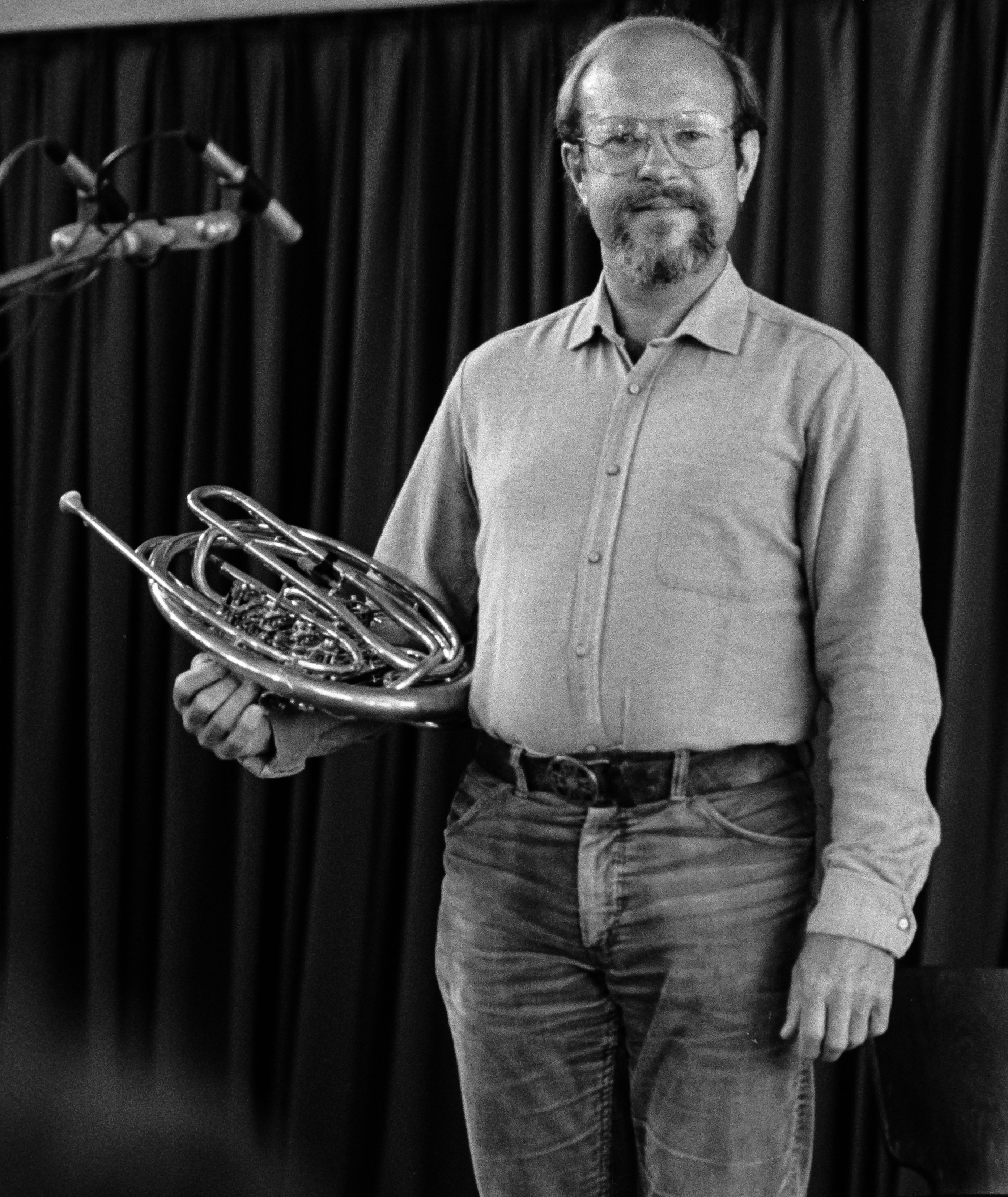
Gerd Seifert beim Hornsymposium in Trossingen 1980

Gerd Seifert (* 17. Oktober 1931 in Hamburg; † 28. Februar 2019 in Berlin) war ein deutscher Hornist.

## Leben
Gerd Seifert begann im Alter von zwölf Jahren Horn zu spielen. Er lernte bei Albert Doescher in Hamburg. Im Alter von 15 Jahren spielte er schon an der Hamburgischen Staatsoper. Als Solist trat er damals mit dem 1. Konzert von Richard Strauss auf.
Mit 17 Jahren wurde er Solo-Hornist beim Städtischen Orchester Düsseldorf. Hier war er von 1949 bis 1964 tätig. 1956 gewann er den ersten Preis beim Internationalen Musikwettbewerb in München (ARD). Er unterrichtete auch an der Robert Schumann Hochschule in Düsseldorf.
Von 1964 bis 1996 war Seifert Solo-Hornist bei den Berliner Philharmonikern. 1969 spielte er mit den Berliner Philharmonikern unter Herbert von Karajan die Hornkonzerte von Wolfgang Amadeus Mozart ein. Er hat seit 1961 als Mitglied des Orchesters der Richard-Wagner-Festspiele in Bayreuth über einhundert Mal Siegfrieds Hornruf geblasen.
Von 1970 bis 2003 unterrichtete Gerd Seifert an der Universität der Künste Berlin und an der Orchester-Akademie der Berliner Philharmoniker.
Nach seiner Pensionierung spielte er als Solohornist im Orchester des Grand Liceo in Barcelona und als
Ehrensolohornist in der Singapore Symphony.
Als Mitglied des Musical-Orchesters in Berlin spielte er Disneys Der Glöckner von Notre Dame und Webbers Cats. Er spielte als Solo-Hornist 2005 bis 2006 beim Liceu-Theater in Barcelona.
Gerd Seifert verstarb am 28. Februar 2019 in Berlin, die Trauerfeier zu seinen Ehren fand am 15. März 2019 auf dem Waldfriedhof Dahlem im Berliner Bezirk Steglitz-Zehlendorf statt.